# Lantapan
Lantapan est une municipalité des Philippines située dans le centre de la province de Bukidnon, sur l'île de Mindanao.
Ancien barrio de Malaybalay, elle en a été séparée le 18 juin 1968. Son économie est surtout agricole.

## Géographie
La municipalité est située sur un plateau au cœur de la province, entre la chaîne de Kalatungan (en) et celle de Kitanglad (en), à une altitude moyenne de 600 m.

### Climat
Lantapan bénéficie d'un climat relativement frais et humide, avec des vents du sud dominants. La période de novembre à avril y est plutôt sèche, la saison des pluies durant de mai à octobre. Les montagnes situées au nord la protègent des typhons.

### Faune et flore
Les forêts couvrant encore une partie de la municipalité abritent une grande variété faunistique et floristique. Des aigles des singes (Pithecophaga jefferyi) nichent encore dans la chaîne de Kitanglad (en).

## Subdivisions
Lantapan est divisée en 14 barangays :

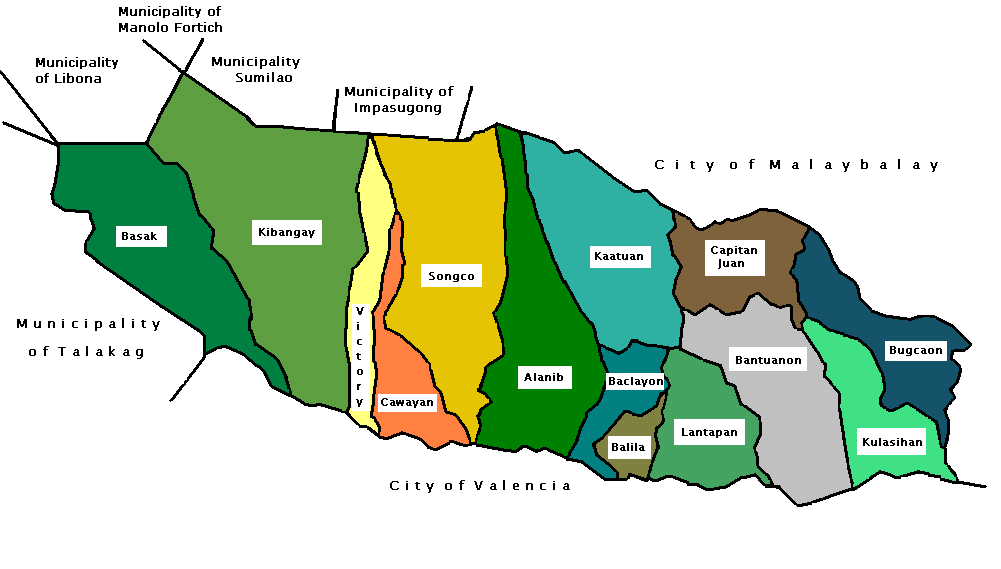
Carte des barangays de Lantapan.

- Alanib
- Baclayon
- Balila
- Bantuanon
- Basak
- Bugcaon
- Capitan Juan
- Cawayan
- Ka-atoan
- Kibangay
- Kulasihan
- Poblacion
- Songco
- Victory